# غبيراء بريستولية
الغبيراء البريستولية (باللاتينية: Sorbus bristoliensis) نوع نباتي شجري يتبع جنس الغبيراء من الفصيلة الوردية.
تنتشر في منطقة بريستول في إنكلترا.